# Aptiv
Aptiv PLC er en multinational irsk-amerikansk producent af komponenter til bilindustrien. De har hovedkvarter i Dublin. Aptiv blev oprettet i 2009 med udgangspunkt i det nu forhenværende Delphi Automotive Systems, som i 1994 var en del af General Motors.
I 2022 havde de en omsætning på 17,49 mia. US$ og i alt 160.000 ansatte i 44 lande.